# 쇠족

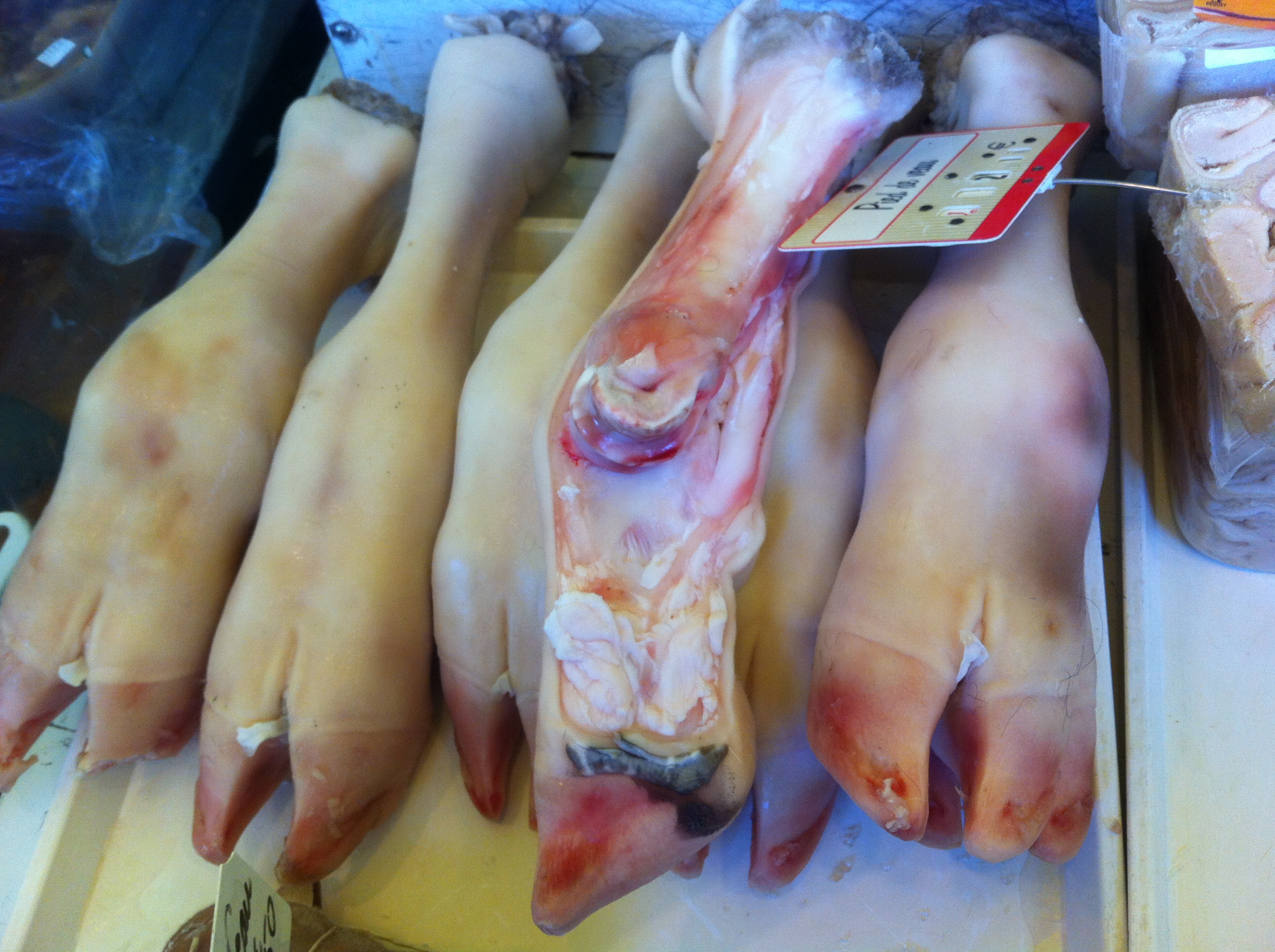
쇠족

쇠족(-足)은 소의 발과 아랫다리 부분을 통틀어 이르는 식재료의 명칭이다. 소발, 소족(-足), 쇠다리, 쇠발로도 부른다. 우족(牛足)이라고도 부르지만 표준어는 아니다. 전통적으로 보양식으로 애용되었으며, 국물을 내어 우족탕을 해먹거나 삶은 뒤 눌러 우족편육 등을 해 먹었다.

## 요리
- 우족탕

## 같이 보기
- 닭발
- 부속 고기